# 파킹 미터

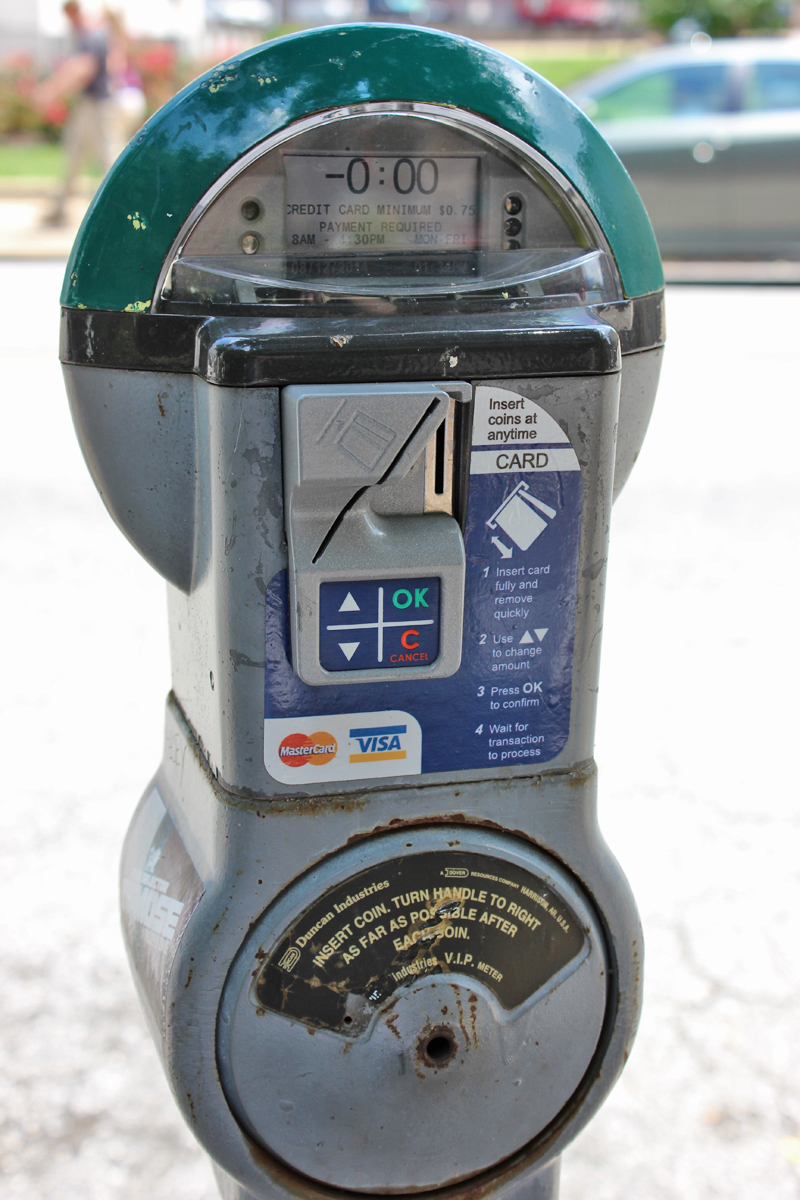

파킹 미터(parking meter)는 제한된 시간 동안 특정 장소에 차량을 주차할 수 있는 권리를 대가로 돈을 징수하는 데 사용되는 장치이다. 주차 미터기는 지방자치단체에서 일반적으로 교통량 및 이동성 관리 정책과 관련된 통합된 거리 주차 정책을 시행하기 위한 도구로 사용될 수 있지만 수익에도 사용된다.
한국어로는 주차 미터기, 주차권 판매기, 주차권 자동 판매기, 주차 요금 징수기, 주차료 징수기 등 다양한 단어로 번역된다.

## 같이 보기
- 표 자동판매기
- 주차 집행관
- 주차 위반
- 대리주차